# سرب (البحرية)

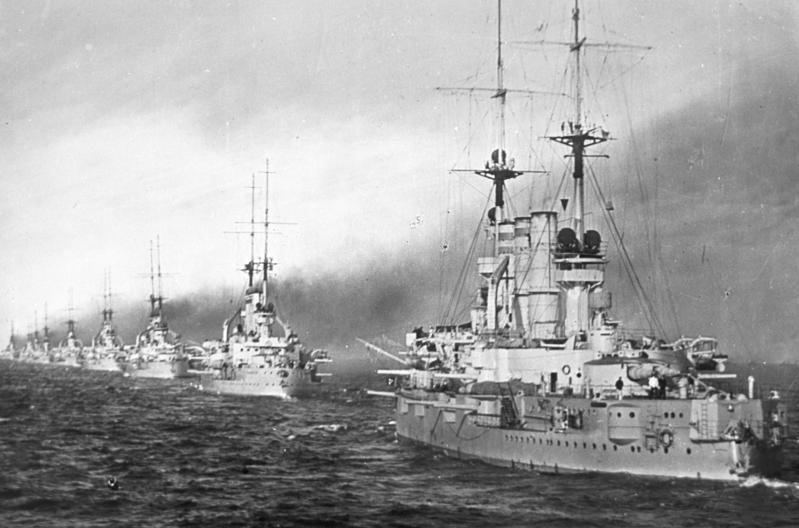
السرب البحري

السرب أو السرب البحري، هو مجموعة كبيرة من السفن الحربية التي تعتبر صغيرة جدًا بحيث لا يمكن أعتبارها أسطول. السرب هو عادة جزء من الأسطول. لا يوجد معطيات محددة واضحة أو قواعد يمكن أن يعتمد عليها بين الأساطيل المختلفة لتمييز السرب من الأسطول، حيث يختلف الحجم بين السرب والأسطول بشكل كبير بحسب البلد والفترة الزمنية. لكل بحرية في العالم نظام خاص لإطلاق أسم سرب أو أسطول على مجموعة من السفن المرتبطة ببعضها البعض ولا يوجد نظام عالمي موحد للتفرقة بينهما أو لتسميتهما. 
قبل عام 1864، تم تقسيم أسطول البحرية الملكية بالكامل إلى ثلاثة أسراب، الأحمر والأبيض والأزرق. كان كل سرب من أسراب البحرية الملكية وحدها أقوى من معظم القوات البحرية لدولة لوحدها. في هذه الأيام يمكن أن يكون عدد سفن السرب من ثلاثة إلى عشرة سفن والتي من الممكن ان تكون سفن حربية كبرى أو سفن نقل أو غواصات أو حتى سفن أصغر. قد يتكون السرب من نوع واحد من السفن أو من أنواع مختلفة تكلف بمهمة محددة مثل سفن الدفاع الساحلي أو الحصار أو كاسحات الألغام. في أسطول الولايات المتحدة، كان مصطلح السرب يستخدم دائمًا لوصف المدمرات والغواصات. 

## عنصر القيادة
عادة ما يتم قيادة الأسطول من قبل ضابط علم مثل نائب أميرال أو أميرال خلفي، ولكن في بعض الأحيان  قد يقود الأسراب عميد بحري أو قائد أعلى (غالبًا ما يكون نفس القائد)، اعتمادًا على أهمية القيادة. في بعض الأحيان يتم تقسيم السرب الكبير إلى قسمين أو أكثر، كل منها يمكن أن يقودها قائد مرؤوس. على غرار الأسطول، عادة ما يكون السرب تشكيلًا دائمًا، ولكن ليس بالضرورة.

## أنواع الأسراب
هناك عدة أنواع من الأسراب: 
- أسراب مستقلة. في الواقع، هذه تشكيلات أصغر من أن تُسمى أسطول. قد يتم تعيين أسراب مستقلة في محيط أو بحر معين، وقد يكون الأدميرال قائد السرب هو القائد الأعلى للقوات البحرية في تلك الجبهة.
- أقسام فرعية مؤقتة للأسطول. في عصر الإبحار، تم تقسيم الأساطيل إلى أساطير مقدمة ووسط ومؤخرة.

## روابط خارجية
- السرب . GlobalSecurity.org. استرجعت 2009-08-30.